# Faut faire avec...
Albums de Gilbert Bécaud
L'Olympia 97 Bécaud l'Olympia - Spectacle bleu, spectacle rouge
(2002)
Faut faire avec... est un album studio de Gilbert Bécaud, sorti en septembre 1999. 
Produit par André Manoukian, il s'agit du dernier album paru du vivant de Gilbert Bécaud, mort deux années plus tard.

## Liste des titres
1. Faut faire avec... (Claude Lemesle/Gilbert Bécaud) [3 min 20 s]
2. Les Marins (Didier Barbelivien/Gilbert Bécaud) [4 min 09 s]
3. When We Dance (Will Jennings, Claude Lemesle/Gilbert Bécaud) [3 min 23 s]
4. La Chambre (Claude Lemesle/Gilbert Bécaud) [3 min 26 s]
5. Les Gens de l'île (Pierre Delanoë, Petru Guelfucci/Gilbert Bécaud) [4 min 03 s]
6. Felicita (Lucio Dalla, Pierre Delanoë/Lucio Dalla) [5 min 41 s]
7. Chante-moi (Pierre Delanoë/Gilbert Bécaud) [3 min 09 s]
8. L'Arbre (Pierre Delanoë/Gilbert Bécaud) [3 min 35 s]
9. Le Poisson rouge (Didier Barbelivien/Gilbert Bécaud) [3 min 40 s]
10. La Fille au tableau (duo avec Emily) (Luc Plamondon/Gilbert Bécaud) [4 min 02 s]
11. Dieu est mort (l'un d'entre eux inventa la mort) (Pierre Delanoë/Gilbert Bécaud) [5 min 56 s]
12. Pour oublier quoi (Pierre Delanoë/Gilbert Bécaud)

## Crédits
- Mixage : Roland Guillotel, Stéphane Briand
- Enregistrement : André Manoukian, Roland Guillotel
- Production : André Manoukian

## Version CD sur le coffretL'Essentiel(2011)
33T de 1984
- 13. On attend on attend (Claude Lemesle/Gilbert Bécaud)
- 14. La Relève (Claude Lemesle/Gilbert Bécaud)
- 15. Mustapha Dupont (Pierre Delanoë/Gilbert Bécaud)

33T de 1987
- 16. Le Retour (Claude Lemesle/Gilbert Bécaud)
- 17. Marie-Pierre (Claude Lemesle/Gilbert Bécaud)
- 18. La Fille de la pub (Claude Lemesle/Gilbert Bécaud)
- 19. Les cartes ont changé (Claude Lemesle/Gilbert Bécaud)
- 20. Tu le regretteras (Pierre Delanoë/Gilbert Bécaud)
- 21. Maria est de retour (Michael Kunbe, Claude Lemesle/Gilbert Bécaud)